# Мігель Анхель Моратінос
Мігель Анхель Моратінос Куйаубе (ісп. Miguel Ángel Moratinos Cuyaubé; нар. 8 червня 1951, Мадрид, Іспанія) — іспанський дипломат, юрист і політик. Міністр закордонних справ у 2004–2010 роках.

## Освіта
Закінчив факультети права і політичних наук Мадридського університету Комплутенсе — одного з найкращих університетів Європи. Отримав ступінь доктора права і політичних наук. Також має диплом магістра міжнародних відносин Дипломатичної школи. Є почесним доктором Єрусалимського університету Аль-Кудс.

## Політична кар'єра
Дипломатичну кар'єру Мігель Моратінос почав у віці 23 років як директор Східноєвропейського координаційного бюро в Міністерстві закордонних справ і міжнародного співробітництва Королівства Іспанія. З 1979-го по 1984 рік працював першим секретарем в Посольстві Іспанії в Югославії, а пізніше — тимчасовим повіреним у справах. Потім обіймав посаду політичного радника Посольства Королівства Іспанія в Рабаті.
З 1987 року Моратінос вирішував питання зовнішньої політики Іспанії в країнах Близькосхідного регіону та Північної Африки, де застосував свій величезний професійний досвід. Надалі М. А. Моратінос призначався на надзвичайно відповідальні посади: генерального директора Інституту з питань співробітництва з арабським світом, посла Іспанії в Ізраїлі, спеціального представника Євросоюзу на Близькому Сході.
Моратінос неодноразово виступав з ініціативою встановлення партнерських відносин, висловлював ідею створення організації «Партнери в підтримку миру на Близькому Сході». У 1998 році брав участь у роботі над створенням мирної угоди, яке було підписано в Уай Плантейшн (США) між палестинським лідером Ясіром Арафатом і прем'єр-міністром Ізраїлю Біньяміном Нетаньяху (Ізраїль погодився на поетапне виведення своїх військ з частини території Західного берега річки Йордан). У січні 2001 року після багатосторонніх переговорів між ізраїльтянами і палестинцями саме пан Моратінос, як фахівець найвищого рівня з врегулювання найгостріших конфліктів, підбив підсумки переговорного процесу в доповіді, який згодом отримав його ім'я — «Документ Моратіноса».
На посаді міністра закордонних справ і міжнародного співробітництва пан Моратінос сприяв зміні зовнішньої політики Іспанії. Один з результатів його зусиль — виведення іспанських військ з Іраку. Після ратифікації Конституції Європейського Союзу уряд Сапатеро доручив йому представляти нову доктрину зовнішньої політики Іспанії в європейських столицях і США.
З 2007 року на посаді голови Організації з безпеки і співробітництва в Європі (ОБСЄ) М. А. Моратінос реалізовував ідею «м'якої сили», спрямовану на розвиток повноцінного міжкультурного, або міжцивілізаційного, діалогу та співпраці в рамках багатовекторної дипломатичної діяльності.
Пан Моратінос бере активну участь у діяльності «Альянсу цивілізацій», ініційованого в 2005 році колишнім Генеральним секретарем Організації Об'єднаних Націй Кофі Аннаном за участю прем'єр-міністрів Іспанії та Туреччини. Основні завдання даної організації — поліпшення розуміння і налагодження співпраці між націями і народами різних культур та релігій, з тим щоб надалі протидіяти екстремістським силам. «Альянс цивілізацій» виступає як платформа і передбачає співпрацю з урядом, міжнародними та регіональними організаціями, міською та місцевою владою, інститутами громадянського суспільства та релігійними організаціями, фондами, корпораціями та засобами масової інформації. Сьогодні серед друзів Альянсу — 120 держав.
Нині Мігель Анхель є депутатом від провінції Кордови в Конгресі депутатів та продовжує активно боротися за консолідацію світового співтовариства.
Міхель Моратінос володіє кількома іноземними мовами: французькою, англійською, сербською і російською. Одружений, має трьох дітей.

## Нагороди
- Кавалер королівського ордена Ізабелли Католички;
- Лицар ордена Громадянських заслуг;
- Володар призу співробітництва Асоціації арабських журналістів;
- Відзнаки різних держав.